# Дощинка
Дощинка (пол. Doszczyna) — гірський потік в Україні, у Богородчанському районі Івано-Франківської області. Правий доплив Бистриці Солотвинської, (басейн Дністра).

## Опис
Довжина потоку 6 км, найкоротша відстань між витоком і гирлом — 3,80  км, коефіцієнт звивистості потоку — 1,58 . Формується гірськими потоками. Потік тече у гірському масиві Ґорґани.

## Розташування
Бере початок на північно-західних схилах гори Гавор (1675,5 м). Спочатку тече на північний схід через урочище Середній Гронь, далі тече на північний захід і впадає у річку Бистрицю Солотвинську, ліву притоку Бистриці.

## Цікавий факт
- У верхів'ї потоку розташована Полонина Боярин[3][5]